# Halmășd
Halmășd é uma comuna romena localizada no distrito de Sălaj, na região histórica da Crișana (parte da Transilvânia). A comuna possui uma área de 59.79 km² e sua população era de 2488 habitantes segundo o censo de 2007.